# Función lipschitziana
En matemática, una función f : M → N entre espacios métricos (M,dM) y (N,dN) se dice que es lipschitziana (o se dice que satisface una condición de Lipschitz o que es Lipschitz continua) si existe una constante K > 0 tal que:

{\displaystyle d_{N}(f(x),f(y))\leq Kd_{M}(x,y),\ \forall x,y\in M}

En tal caso, K es llamada la  constante Lipschitz de la función. El nombre viene del matemático alemán Rudolf Lipschitz. Para funciones definidas sobre espacios euclídeos la relación anterior puede escribirse:

{\displaystyle \|f(x)-f(y)\|\leq K\|x-y\|,\ \forall x,y\in \mathbb {R} ^{n},\qquad f:\mathbb {R} ^{n}\to \mathbb {R} ^{m}}

## Características y resultados principales
- Toda función Lipschitz continua es uniformemente continua y por tanto  continua.

- Las funciones Lipschitz continuas con constante Lipschitz K = 1 son llamadas funciones cortas y con K < 1 reciben el nombre de contracciones. Estas últimas son las que permiten aplicar el teorema del punto fijo de Banach.
- La condición de Lipschitz es una hipótesis importante para demostrar la existencia y unicidad de soluciones para las ecuaciones diferenciales ordinarias. La condición de continuidad de la función por sí sola asegura la existencia de soluciones (Teorema de Peano),[2] pero para poder confirmar también la unicidad de la solución es necesario considerar también la condición de Lipschitz (Teorema de Picard-Lindelöf).

- Si U es un subconjunto del espacio métrico M y f : U → R es una función Lipschitz continua a valores reales, entonces siempre existe una función Lipschitz continua M → R que extiende f y tiene la misma constante Lipschitz que f.(ver también teorema de Kirszbraun).

- Una función Lipschitz continua f : I → R, donde I es un intervalo en R, es  diferenciable casi en todas partes (siempre excepto en un conjunto de medida de Lebesgue cero). Además, si K es la constante Lipschitz def, entonces |f'(x)| ≤ K  toda vez que la derivada exista. Recíprocamente, si f : I → R es una función diferenciable  con derivada acotada, |f'(x)| ≤ L para toda x en I, entonces f es Lipschitz continua con constante Lipschitz K, tal que L ≥ K, como consecuencia del teorema del valor medio.

## Definiciones relacionadas
Estas definiciones se requieren en el Teorema de Picard-Lindelöf y en resultados relacionados con él.
- Localidad Lipschitz: Dados M, N, espacios métricos, se dice que una función {\displaystyle f:M\longrightarrow N} es localmente lipschitz si para todo punto de M existe un entorno donde la función cumple la condición Lipschitz.
- Función Lipschitz respecto una variable: Dados M, N, L espacios métricos, se dice que una función {\displaystyle {\begin{matrix}f:M\times N\to L\\(t,x)\mapsto f(t,x)\end{matrix}}} es localmente Lipschitz respecto {\displaystyle x} si cumple la condición Lipschitz para puntos de N.